# Pulvermühle Elisenthal
Die Pulvermühle Elisenthal war die größte Anlage zur Produktion von Schwarzpulver im Rheinland. Die Ruinen der Schwarzpulvermühle liegen in Windeck im Rhein-Sieg-Kreis in Nordrhein-Westfalen. Sie reichen vom Ortsteil Dattenfeld etwa 1,2 Kilometer in die Nutscheid hinein. Die Anlage gehörte zu einer der zahlreichen Pulvermühlen im Bergischen Land, das durch seine hier wachsenden Faulbäume gute Bedingungen für die Herstellung von Schwarzpulver bot.

## Geschichte
Die Pulvermühle Elisenthal, eingerichtet 1868, erscheint im Jahr 1870 als Elisenthal bei dattenfeld vorm Berg im Besitz des Kölner Fabrikanten Everhard Schülgen. Zur Nutzung der Wasserkraft wurde die Anlage im Tal des Trimbachs (Ommerothsbach) gebaut. Das hergestellte Schwarzpulver wurde zunächst für Sprengungen im Bergbau und Steinbrüchen verwendet. Die Elisenthaler Pulvermühle ist damit eine recht junge Anlage. Bereits kurz nach dem Dreißigjährigen Krieg begann die bergische Pulverproduktion in der Gegend von Kaltenherberg und erlebte im 18. Jahrhundert ihre Blütezeit. Ab 1790 entstand im Bröltal bei Benroth eine Fabrikationsanlage, im nahe gelegenen Paulinenthal wandelte Philipp Stommel seine Fruchtmühle im 19. Jahrhundert in eine Pulvermühle um.
Ab 1873 gehörte die Schwarzpulvermühle zur Vereinigte Rheinisch-Westfälische Pulverfabriken AG mit Hauptsitz in Köln, bevor sie 1890 in die Vereinigte Köln-Rottweiler Pulverfabriken AG überging. Sie gehörte zu einem Verbund mit weiteren Mühlen in der Region, beispielsweise Fabriken aus Bergisch Gladbach, Benroth, Hamm, Nisterau und Rönsahl (Krommenohl).
Ab 1896 wurde zusätzlich ein spezielles Sicherheits-Sprengpulver hergestellt, für das neue Maschinen und spezielle Lager erforderlich waren. Hierzu wurde das Betriebsgelände auf östlicher Seite auf eine Gesamtstrecke von 1,2 Kilometern ausgebaut. Bis 1918 wurde außerdem Schießpulver für den Einsatz der Militärverwaltung in Berlin produziert. Nach dem Ersten Weltkrieg musste die Anlage gemäß Art. 168 des Versailler Friedensvertrages stillgelegt werden, die Maschinen wurden 1922 nach Russland gebracht.

## Produktion
Im Siebwerk wurden Holzkohle, Salpeter und Schwefel nach Durchmesser für unterschiedliche Verwendungszwecke sortiert. Die Zusammensetzung war entscheidend für die Weiterverarbeitung in den Läuferwerken, in denen das Schwarzpulver mit Hilfe von tonnenschweren Steinrädern gewalzt und in harte Formen gepresst wurde. Betrieben wurde die Anlage mit der Wasserkraft des in unmittelbarer Nähe verlaufenden Trimbachs.
Im Meng-, Haspel- und Zerkleinerungswerk wurden die zuvor sortierten Rohstoffe in einer großen mit Hartholzkugeln gefüllten Mischtrommel zerkleinert. Da dieses Produktionsgebäude besonders anfällig für schwere Unfälle war, wurde ein zusätzlicher fünf Meter hoher massiver Schutzwall errichtet, hinter dem die Werkspferdebahn für die Pulvertransporte verlief.
Mit Hilfe von Wasser und Graphit wurden die Schwarzpulverkügelchen im Polierwerk weiterverarbeitet, damit sie staubfrei und sicher portioniert werden konnten. Kurz vor der Schließung im Jahr 1918 wurde hier erstmals eine elektrisch betriebene Maschine eingesetzt.
Bestandteil des Produktionsgeländes waren außerdem ein Kesselhaus, kleine Lager- und Trockenräume, mehrere Schutzbunker, ein Frühstückshaus sowie vereinzelte Gebäude, die mit Blitzableitern zum Schutz vor Gewittern ausgestattet waren.

## Sicherheit
Auf dem Gelände der Pulvermühle Elisenthal, die abseits der bewohnten Dörfer und wichtigen Verkehrswege gebaut wurde, galten strenge und durch die Polizei kontrollierte Dienstanweisungen für die Arbeiter. Leicht entzündliche Gegenstände durften ebenso wenig mitgeführt werden wie bewegliche Gegenstände aus Eisen. Zur Vermeidung von Funkenbildung mussten außerdem Knöpfe und Nägel aus Kupfer oder Messing hergestellt sein. Für das Betreten der Magazine, in denen das Schwarzpulver gelagert wurde, waren Filzschuhe vorgeschrieben. Fenster wurden mit weißer Ölfarbe bestrichen, um das Risiko eines Brennglaseffekts durch mögliche Blasen im Glas zu reduzieren. Ebenfalls streng verboten war der Konsum von Alkohol.
Die Dächer der Produktionsgebäude bestanden lediglich aus leichten Brettern, die auf Balken gelagert waren. Eine Wand der Gebäude wurde darüber hinaus sehr dünn gemauert, um bei Explosionen den Druck zur sogenannten Ausblasseite abzuleiten und somit eine Kettenreaktion zu verhindern. Zusätzliche Erdwälle trennten die Produktionsstätten voneinander. Der Trimbach diente nicht nur als Energiequelle, sondern auch als Lieferant für Löschwasser, das in stets gefüllten Holzfässern gelagert wurde. Außerdem wurden drei Flutteiche angelegt, um bei Bedarf auf das aufgestaute Wasser zugreifen zu können.
Trotz dieser Sicherheitsmaßnahmen kam es immer wieder zu schweren Unfällen im Betrieb. Insgesamt 13 Arbeiter starben allein im Jahr 1915 bei zwei dokumentierten Explosionen. In der Chronik der Schule Windeck-Rossel heißt es hierzu:

„Heute, kurz nach 4 Uhr, explodierte mit furchtbarem Knall die Pulvermühle im Elisenthal. Dabei sind sechs Arbeiter buchstäblich zerrissen worden. Aus Hahnenbach verunglückte der Arbeiter Steckelbach. Die übrigen waren aus der Bürgermeisterei Waldbröl.“

## Flora und Fauna

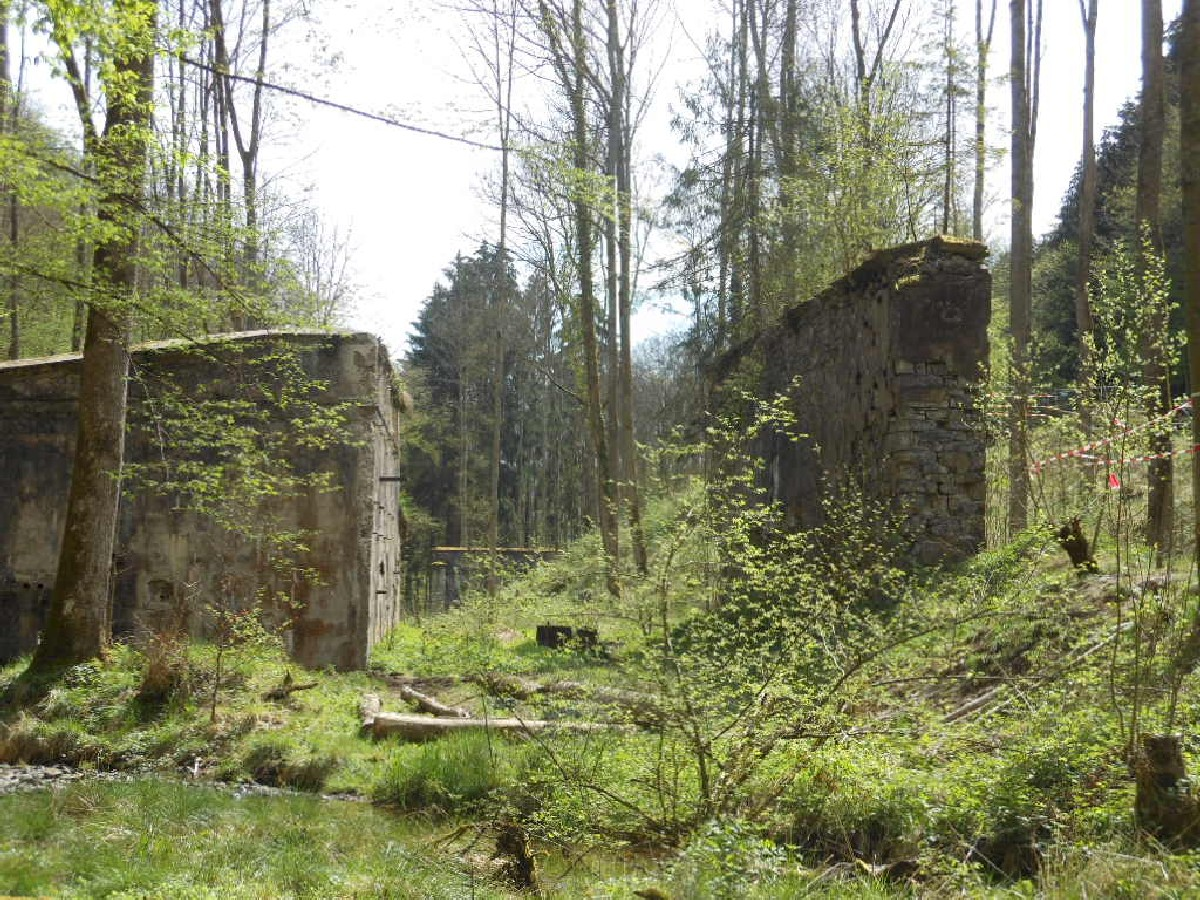
Pflanzenwuchs an den Ruinen

Seit der Stilllegung im Jahr 1918 wurde das Gelände weitgehend der Natur überlassen. In dieser Zeit haben sich Feuchtgebiete gebildet, in denen zum Teil seltene Pflanzen beheimatet sind, darunter wertvolle Farnarten. Außerdem haben der Kammmolch und mehrere Fledermausarten zwischen den Überresten der ehemaligen Schwarzpulvermühle einen passenden Lebensraum gefunden. Die hier wachsenden Kastanien, eher unüblich für den Wald, sind späte Zeugnisse der damals erforderten Bepflanzung des Areals.

## Nutzung
Das Gelände, das direkt am Siegtal-Radweg gelegen ist, wurde im Rahmen des Regionale-2010-Projekts „Natur und Kultur quer zur Sieg“ für Interessierte begehbar gemacht. Eine Treppe führt seit 2012 hinab in die Talsohle, zwei Stege schützen die Feuchtgebiete und ein Pfad führt über die ehemalige Trasse der Werkspferdebahn. Um den Lebensraum des Kammmolches weiter zu verbessern, soll außerdem mit Hilfe von Landesmitteln der einzige verbliebene Flutteich der Schwarzpulvermühle wiederbelebt werden.
Der Zustand der Ruine soll konserviert werden. Außerdem sind Sicherungsmaßnahmen vorgesehen, um Besucher und Wanderer zu schützen. Die Wege dürfen nicht verlassen werden. Die zahlreichen Gebäudereste sollen nummeriert und mit Hinweisschildern versehen werden, die Informationen über die Geschichte und Produktionsprozesse bereitstellen.

## Bilder

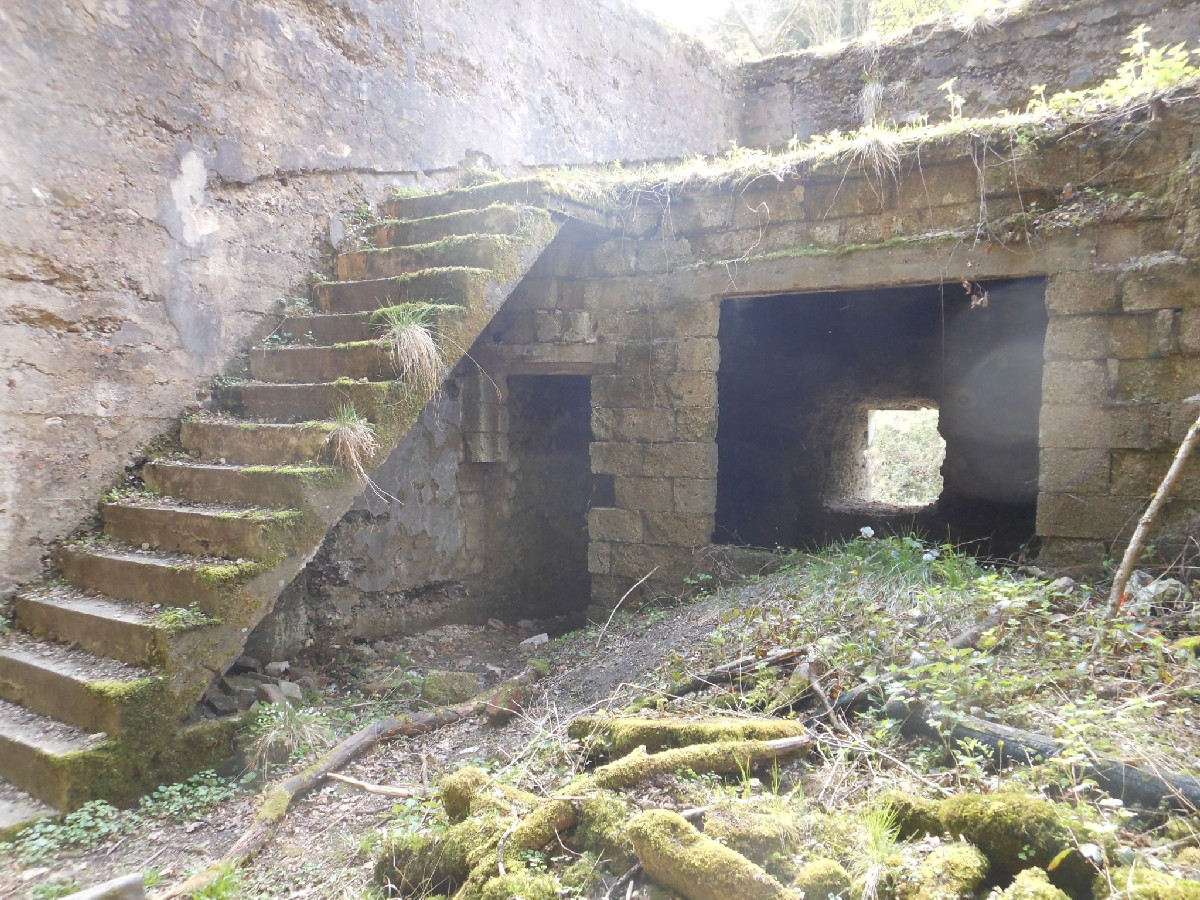
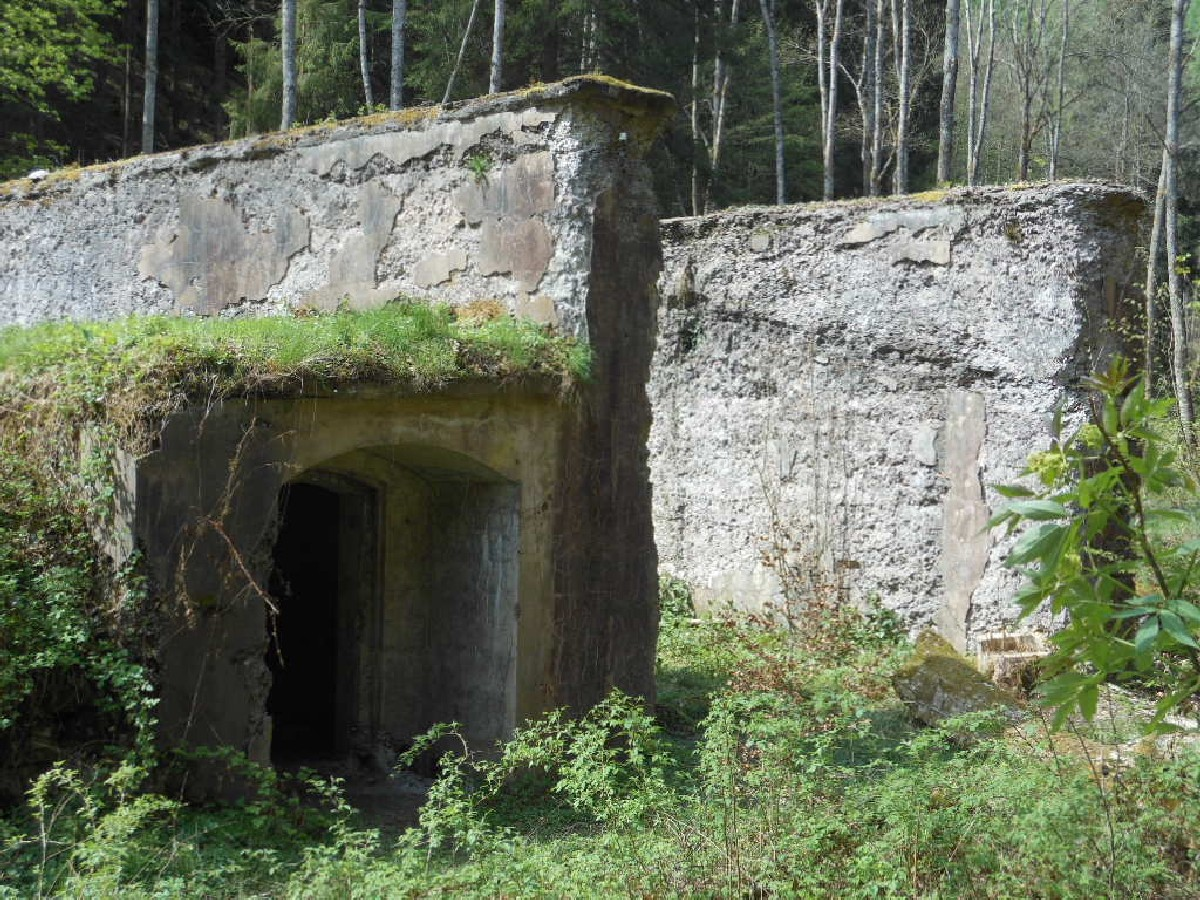
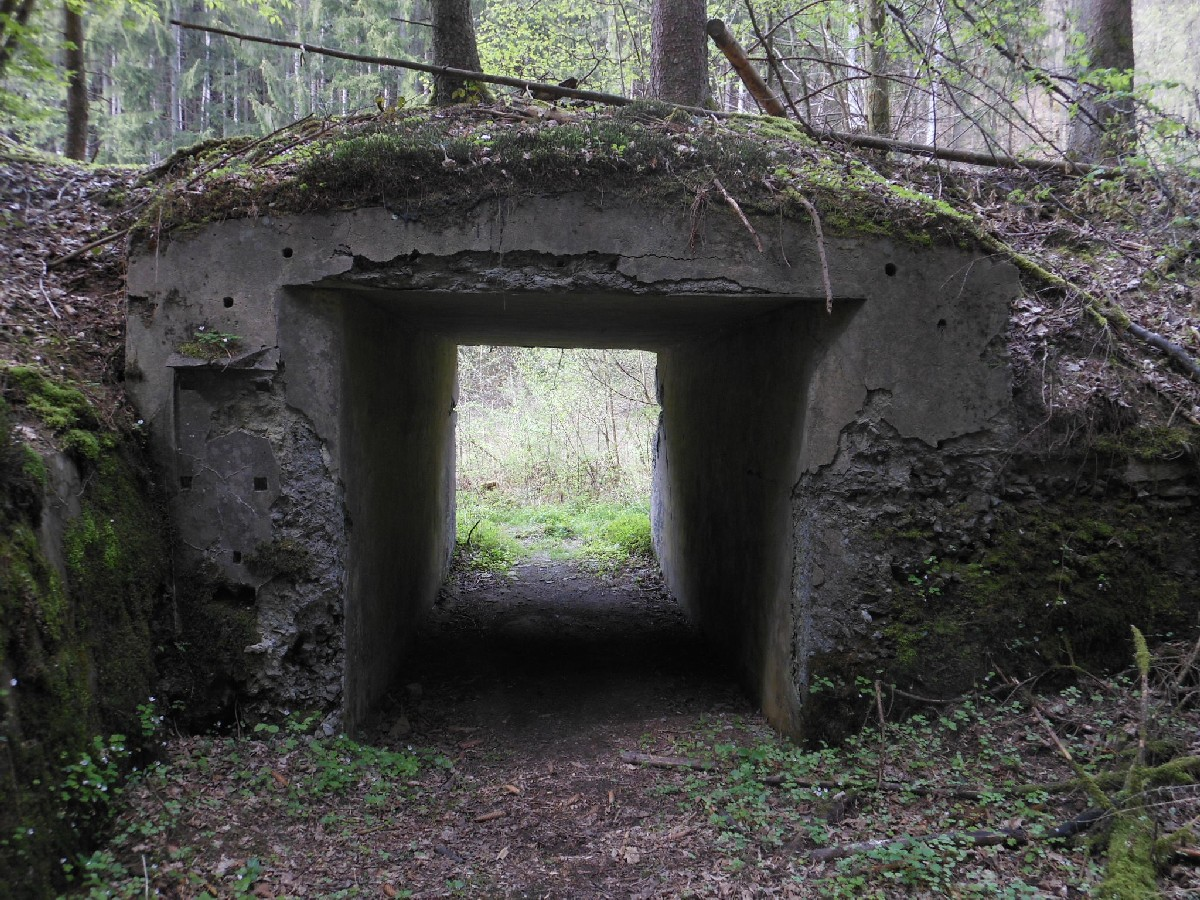
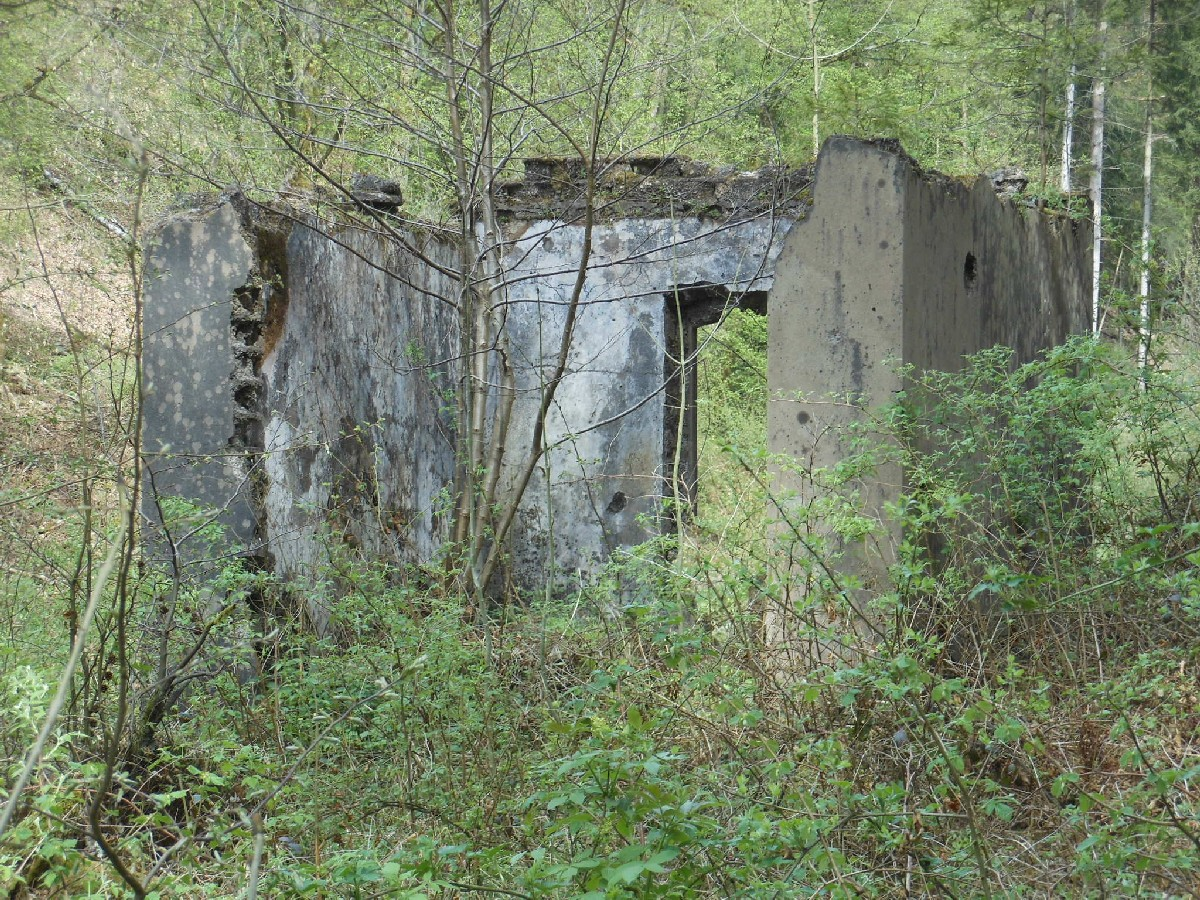
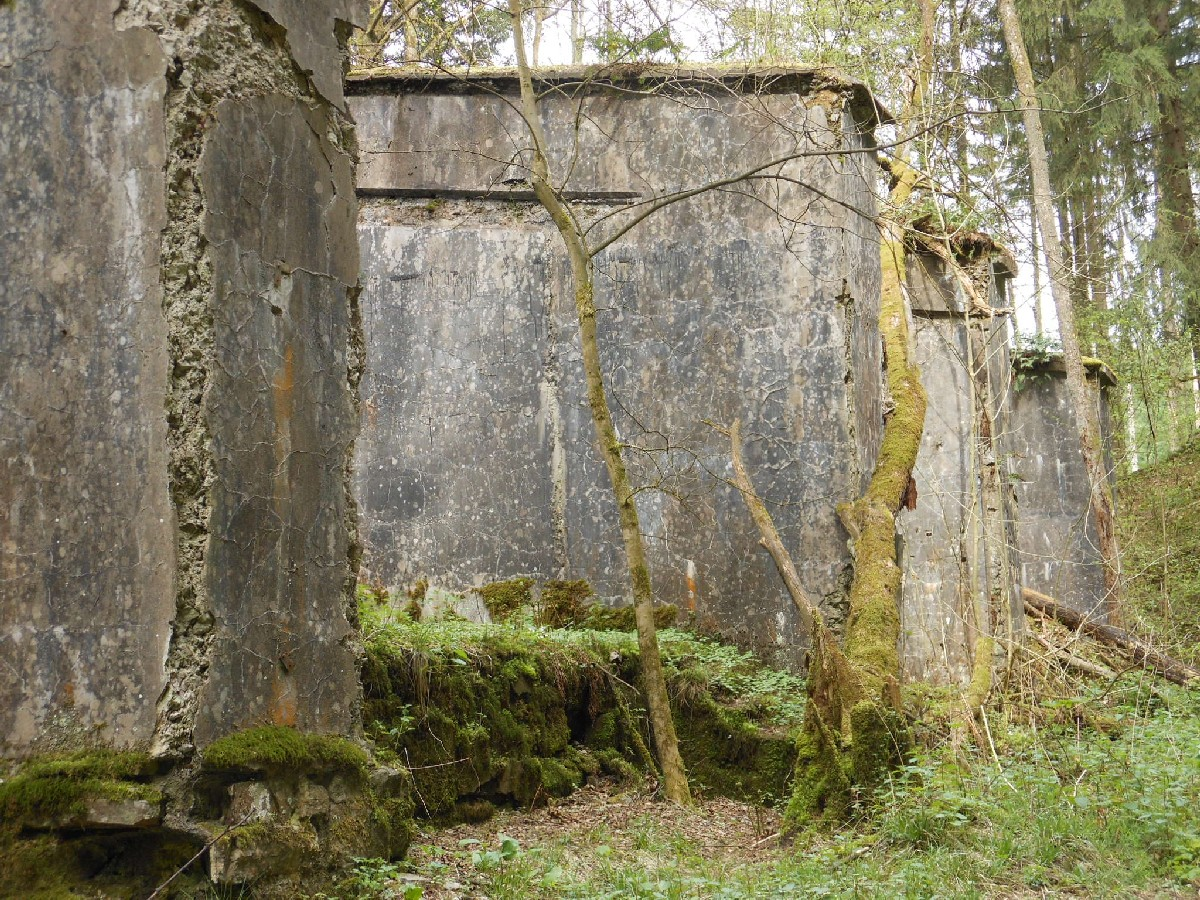